# Fußballnationalmannschaft der Niederländischen Antillen
Die Fußballnationalmannschaft der Niederländischen Antillen war die Fußballnationalmannschaft der karibischen Inselgruppe, die als Niederländische Antillen autonomer Teil des Königreichs der Niederlande war. Sie wurde von der Nederlands Antilliaanse Voetbal Unie (Fußballunion der Niederländischen Antillen) organisiert. Im Zuge der Auflösung der Niederländischen Antillen wurde der Verband im September 2010 umbenannt in Federashon Futbòl Kòrsou (Fußballverband Curaçao) und ist nunmehr für den Fußball auf Curaçao zuständig. Der FFK hat angekündigt, eng mit dem Fußballverband der Insel Bonaire zusammenzuarbeiten. Nachfolger der Fußballnationalmannschaft der Niederländischen Antillen ist die Fußballnationalmannschaft von Curaçao. Das ebenfalls bis Oktober 2010 zu den Niederländischen Antillen gehörende Sint Maarten hatte bereits seit den frühen 1990er Jahren eine eigene Auswahl.

## Geschichte
Schon von 1924 bis 1948 nahm die Mannschaft der Niederländischen Antillen unter dem Namen Curaçao an internationalen Wettbewerben teil. Bis 1936 hieß die niederländische Karibikkolonie Curaçao en Onderhorigheden, bis 1948 Gebiedsdeel Curaçao, danach wurden die sechs Inseln bzw. Inselteile Curaçao, Aruba, Sint Maarten, Sint Eustatius, Saba und Bonaire als Niederländische Antillen ein Land innerhalb des Königreichs der Niederlande, eine gemeinsame Mannschaft wurde zu dieser Zeit vom gemeinsamen Fußballbund organisiert. Diese Nationalmannschaft nahm 1957/58 als Curaçao an der WM-Qualifikation teil.
Die gemeinsame Nationalmannschaft wurde in zwei Teams aufgeteilt, als Aruba den Inselverbund 1986 verließ. Wenige Jahre später ließ auch Sint Maarten eine eigene Mannschaft innerhalb der CONCACAF antreten. Den Niederländischen Antillen ist es jedoch nie gelungen, sich für CONCACAF Gold Cup oder eine Weltmeisterschaft zu qualifizieren. 1963 und 1969 erreichte sie allerdings bei der CONCACAF-Meisterschaft den dritten Platz, einem Turnier, das Vorläufer des Gold Cups war.
Im Rahmen der Qualifikation zur Fußball-Weltmeisterschaft 2010 in Südafrika bezwang das Team in der ersten Runde der CONCACAF-Zone die Nationalmannschaft aus Nicaragua. Für die zweite Runde wurde Haiti als Gegner zugelost. Das Hinspiel auf Haiti endete 0:0, das Rückspiel auf den Niederländischen Antillen 1:0 für Haiti.
Am 10. Oktober 2010 wurden die niederländischen Antillen aufgelöst, die fünf Inseln erhielten je einen eigenen Status innerhalb des Königreichs der Niederlande. Zu dieser Zeit nahm die Nationalmannschaft der Niederländischen Antillen an der Qualifikation zur Karibikmeisterschaft 2010 teil. Sie behielt ihren Namen in dieser Zeit weiterhin bei. Im September 2010 wurde jedoch der Fußballverband bereits umbenannt. Im März 2011 änderte die FIFA ihre Bezeichnung der Nationalmannschaft der Niederländischen Antillen in Curaçao, das Kürzel CUW ersetzte das ANT der Vorgängermannschaft.

## Turniere

### Olympische Spiele
- 1952 in Helsinki – 1. Runde[5]

An weiteren Olympischen Spiele bzw. den Qualifikationen dazu hat die A-Nationalmannschaft nicht teilgenommen.

### Weltmeisterschaft
- 1930 bis 1954 – nicht teilgenommen
- 1958 – In der Qualifikation zur WM 1958 in Schweden traf man in der Gruppe 1 auf Mexiko und Guatemala. Nach 2 Siegen und 2 Niederlagen schied man als Gruppenzweiter aus.
- 1962 – In der Qualifikation zur WM 1962 in Chile traf man in der Vorrunde in der Gruppe 3 auf Suriname und konnte sich mit 2:1 und 0:0 für die Finalrunde qualifizieren. Dort traf man auf Mexiko und Costa Rica, schied jedoch nach 1 Sieg, 1 Unentschieden und 2 Niederlagen als Gruppenletzter aus.
- 1966 – In der Qualifikation zur WM 1966 in England spielte in der Vorrunde in der Gruppe 1 gegen Jamaika und Kuba. Nach einem Sieg und 2 Unentschieden aus 4 Spielen schied man als Gruppenzweiter aus.
- 1970 – In der Qualifikation zur WM 1970 in Mexiko traf man in der Gruppe 4 auf El Salvador und die Suriname. Nach 1 Sieg und 3 Niederlagen schied man als Gruppenletzter aus.
- 1974 – In der Qualifikation zur WM 1974 in Deutschland traf man in der Gruppe 4 auf Jamaika, das jedoch seine Anmeldung zurückzog. In der 2. Runde traf man auf Haiti, Trinidad und Tobago, Mexiko, Honduras und Guatemala. Nach 2 Unentschieden aus 5 Spielen schied man als Gruppenletzter aus.
- 1978 – In der Qualifikation zur WM 1978 in Argentinien traf man in der Karibikzone der 1. Runde in der Gruppe B auf Haiti und zog mit 1:2 und 0:7 den Kürzeren.
- 1982 – In der Qualifikation zur WM 1982 in Spanien traf man in der Karibikzone der Gruppe B auf Haiti und Trinidad und Tobago. Mit 1 Siegen und 3 Unentschieden schied man als Gruppenletzter aus.
- 1986 – In der Qualifikation zur WM 1986 in Mexiko verlor man in der 1. Runde in der Gruppe 3 mit 0:0 und 0:4 gegen die USA und verpasste die Qualifikation zur WM.
- 1990 – In der Qualifikation zur WM 1990 in Italien traf man in der 1. Runde auf Antigua und Barbuda und qualifizierte sich mit 1:0 und 3:1 nach Verlängerung für die 2. Runde. Dort schied man jedoch mit 0:1 und 0:5 gegen El Salvador aus.
- 1994 – In der Qualifikation zur WM 1994 in den USA traf man in der Karibikzone 1 der 1. Runde erneut auf Antigua und Barbuda, zog diesmal jedoch mit 1:1 und 0:3 den Kürzeren.
- 1998 – In der Qualifikation zur WM 1998 in Frankreich traf man in der Karibikzone 2 der Vorrunde auf die Dominikanische Republik und schied mit 1:2 und 0:0 aus.
- 2002 – In der Qualifikation zur WM 2002 in Japan und Südkorea wurde man in der Karibikzone 5 der 1. Runde gegen Trinidad und Tobago gelost und verlor mit 0:5 und 1:1.
- 2006 – In der Qualifikation zur WM 2006 in Deutschland traf man in der 1. Runde auf Antigua und Barbuda und zog mit 0:2 und 3:0 in die 2. Runde ein. Dort schied man mit 1:2 und 0:4 gegen Honduras aus.
- 2010 – In der Qualifikation zur WM 2010 in Südafrika traf man in der 1. Runde auf Nicaragua und zog mit 1:0 und 2:0 in die 2. Runde ein. Dort schied man mit 0:0 und 0:1 gegen Haiti aus.

### CONCACAF Meisterschaft

#### CONCACAF-Nations-Cup
Ab 1973 diente das Turnier auch als WM-Qualifikation.
- 1963 – 3. Platz
- 1965 – 5. Platz
- 1967 – nicht qualifiziert
- 1969 – 3. Platz
- 1971 – zurückgezogen
- 1973 – 6. Platz
- 1977 bis 1989 – nicht qualifiziert

#### CONCACAF Gold Cup
- 1991 – nicht qualifiziert
- 1993 – zurückgezogen
- 1996 bis 2000 – nicht qualifiziert
- 2002 – nicht teilgenommen
- 2003 – nicht qualifiziert
- 2005 – zurückgezogen
- 2007 und 2011 – nicht qualifiziert

### Karibikmeisterschaft
- 1989 – 4. Platz
- 1991 und 1992 – nicht qualifiziert
- 1993 – zurückgezogen
- 1994 – nicht teilgenommen
- 1995 bis 1997 – nicht qualifiziert
- 1998 – Vorrunde
- 1999 – nicht qualifiziert
- 2001 – nicht teilgenommen
- 2005 – zurückgezogen
- 2007 und 2008 – nicht qualifiziert
- 2010 – nicht qualifiziert

## Trainer
- Pim Verbeek (2004)

## Spieler
| - Angelo Cijntje - Shelton Martis | - Robin Nelisse - Richmar Siberie | - Orlando Smeekes - Raymond Victoria | - Nuelson Wau |